# رایان فلامینگو
رایان فلامینگو (انگلیسی: Ryan Flamingo؛ زادهٔ ۳۱ دسامبر ۲۰۰۲) بازیکن فوتبال اهل پادشاهی هلند است.